# بوهای تراست
بوهای تراست (انگلیسی: Bohai Trust) شرکت خدمات مالی و مدیریت سرمایه‌گذاری چینی است، که در سال ۱۹۸۳ تأسیس شد.